# Рибейран-дуз-Индиус
Рибейран-дуз-Индиус (порт. Ribeirão dos Índios) — муниципалитет в Бразилии, входит в штат Сан-Паулу. Составная часть мезорегиона Президенти-Пруденти. Входит в экономико-статистический микрорегион Президенти-Пруденти. Население составляет 2331 человек на 2006 год. Занимает площадь 196,991 км². Плотность населения — 11,8 чел./км².
Праздник города — 2 января.

## История
Город основан 2 января 1901 года.

## Статистика
- Валовой внутренний продукт на 2003 составляет 15.202.247,00 реалов (данные: Бразильский институт географии и статистики).
- Валовой внутренний продукт на душу населения на 2003 составляет 6.664,73 реалов (данные: Бразильский институт географии и статистики).
- Индекс развития человеческого потенциала на 2000 составляет 0,754 (данные: Программа развития ООН).